# جانيت لين كافاندي

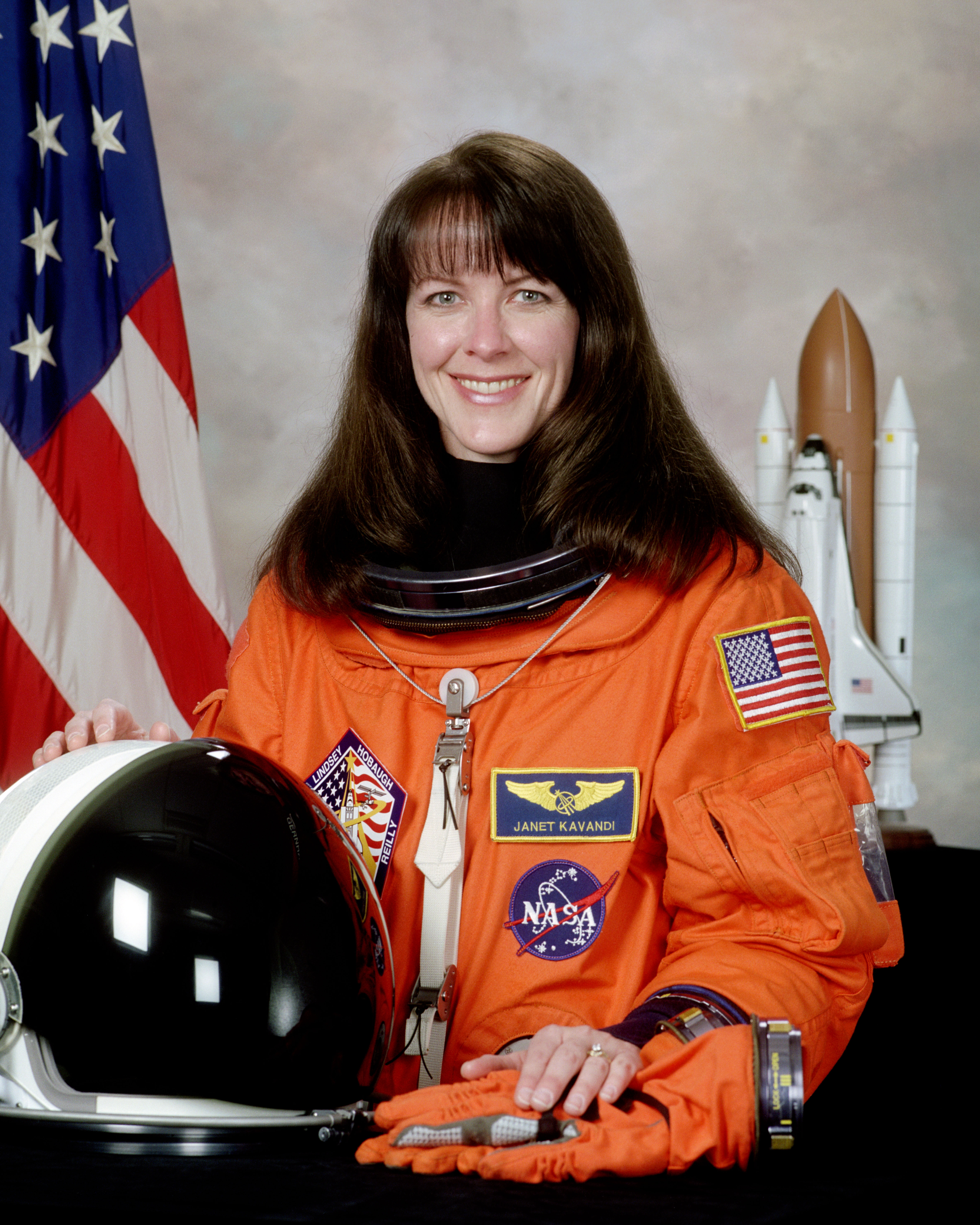

جانيت لين كافاندي، وهي مواطنة من قرطاج، ميسوري، (ولدت 17 يوليو 1959) هي عالمة أمريكية، ورائدة فضاء في ناسا. وكانت من ضمن طاقم ثلاث بعثات مكوكية فضائية، وشغلت منصب نائب رئيس ناسا، (1)
وكانت مديرة مركز بحوث ناسا جلين في كليفلاند، أوهايو من مارس 2016 حتى تقاعدها من ناسا في سبتمبر 2019. (2)
كافاندي هي النائبة الأولى لرئيس شركة فضاء سييرا نيفادا في مجال عمل الأنظمة (3), (4)
| 17 يوليو 1959 قرطاج، ميسوري | ولدت            |
| الأمريكية                   | الجنسية         |
| كيميائية                    | المهنة          |
| رائدة فضاء                  | الوظيفة في ناسا |
| 33 يوم و 20 ساعة و 8 دقائق  | الوقت في الفضاء |
| مجموعة ناسا 1994            | اختيار          |
| STS-91 ، STS-99 ،STS-104    | البعثات         |

## التعليم
تخرجت كافاندي الطالبة المتفوقة في عام 1977من ثانوية قرطاج، ميسوري. وحصلت على بكالوريوس في الكيمياء من ولاية ميسوري كلية الولاية الجنوبية، جامعة ميسوري للعلوم والتكنولوجيا عام 1980, وحصلت على درجة الماجستير من نفس الجامعة عام 1982, اما الدكتوراه فكانت من جامعة واشنطن عام 1990. (5)

## البعثات
STS-91, STS-99, STS-104  إنسورتيس إنديغنيا

## الحياة المهنية
بعد حصولها على الماجستير عام 1982 قبلت كافاندى منصباً في Eagle-Picher للصناعات في جوبلين، ميسورى، باعتبارها مهندس تطوير البطاريات الجديدة لطبيقات الدفاع في عام 1984.
وتولت منصب مهندس في قسم تقنية أنظمة القوى الدفاعية بوينغ للفضاء والامن في سياتل واشنطن.
شغلت منصب مهندس رئيسى للطاقة الثانوية لصاروخ هجوم قصير المدى 2.
والممثل الرئيسى للموظفين الفنيين، وشاركت في تصميم وتطوير البطاريات الحرارية لبحر لانس وقذيفة خفيفة الوزن خارج الغلاف الجوى.
البرامج الأخرى التي دعمتها تشمل محطة الفضاء والقمر والمريخ، الدراسات الأساسية، والمرحلة العليا بالقصور الذاتي، مركبة نقل مدارية متقدمة، عروض المهرب الخاصة، رحلة بحرية تم اطلاقها في الهواء صاروخ، مينوتمان، وحارس السلام.
في 1986, بينما كانت لا تزال تعمل في شركة بوينغ تم قبولها في كلية الدراسات العليا في جامعة واشنطن حيث كانت بدأت العمل للحصول على الدكتوراه التحليلية  وتضمنت أطروحة الدكتوراه تطوير طلاء يشير إلى الضغط المستخدم في تبريد الأكسجين من البورفيرين لتألق الضوئي لتوفير خرائط الضغط السطحي المستمرة لنماذج اختبار الديناميكا الهوائية في رياح الأنفاق. (5)
تم اختيار كافاندي كرائدة فضاء مرشحة من قبل وكالة ناسا في ديسمبر 1994 وأبلغت إلى مركز جونسون سبيس مارس 1995. وبعد العام الأول للتدريب، تم تعيينها في فرع الحمولات السكنية حيث دعمت تكامل الحمولة لمحطة الفضاء الدولية.

## الوظيفة في ناسا
عملت كمتخصص في مهمة STS-91 من الفترة 2-12 يونيو 1998.
اختتام مهمة رسو المكوك مير برنامج المرحلة الأولى المشترك بين الولايات المتحدة وروسيا.
بعد المهمة، عملت بصفتها CAPCOM (جهاز اتصال المركبة الفضائية) في مركز مراقبة المهام التابع لوكالة ناسا.
المهمة الثانية، خدمت على متن المكوك STS-99 (11-22 فبراير 2000).
مهمة طبوغرافيا الرادار، والتي تعيين أكثر من 47 مليون ميل من سطح الأرض لتوفير البيانات للحصول على دقة عالية ثلاثية الأبعاد الخريطة الطبوغرافية.
عملت كافاندي لاحقاً في فرع الروبوتات حيث تدربت عليه كل من المكوك ومحطة الفضاء أنظمة مناور روبوتية.
عليها آخر مهمة، خدمت على متنها STS-104/ ISS Assembly Flight 7A (12-24 يوليو 200) في البعثة العاشرة إلى محطة الفضاء الدولية.
قام طاقم المكوك بتركيب غرفة معادلة الضغط المشتركة «كويست» وأجرت عمليات مشتركة مع طاقم إكسبيديشن 2.
تدربت كافاندي في مختبر الطفو المحايد ل السير في الفضاء، لكنها لم تأخذ السير في الفضاء خلال STS-104.
بعد مهمتها الأخيرة، خدمت كقائد للحمولات وفرع السكن، ثم الفرع رئيس محطة الفضاء الدولية (ISS). كانت مسؤولة عن التدريب والعمليات والسلامة وقابلية السكن لأطقم على متن محطة الفضاء الدولية، مثل الأجهزة وبرامج مراجعة التطوير والتصميم.
وكانت أيضاً مسؤولاً عن عملية الحمولات التي تشغلها أطقم محطة الفضاء الدولية في المدار وللتنسيق فيما بينها شركاء دوليين لزيارة المركبات والعمليات المرتبطة بها.
في 2005, قبلت كافاندى منصب نائب رئيس مكتب رواد الفضاء وبقيت في هذا المنصب حتى فبراير 2008.
بعد تلك المهمة، أصبحت نائب مدير عمليات طاقم الطيران، ثم مدير عمليات طاقم الطيران مركز جونسون للفضاء.
قامت كافاندي، رائدة الفضاء لثلاث رحلات بتسجيل الدخول أكثر من 33 يوماً في الفضاء، والسفر لأكثر من 13,1 يوماً مليون ميل في 535 مداراً حول الأرض.
في مارس 2016, تولت كافاندى منصب مدير المركز في وكالة ناسا مركز جلين للأبحاث في كليفلاند، أوهايو.
في سبتمبر 2019, تقاعدت من ناسا وبدأت في مؤسسة سييرا نيفادا.

## الجوائز والتكريمات
جمعية الشرف الوطنية 1977. تخرجت بتفوق من ثانوية قرطاج العليا 1977.
منحة رئاسية من ولاية ميسوري جامعة الولاية الجنوبية 1977.
تخرجت بامتياز مع مرتبة الشرف من ماجنا جامعة ولاية ميسورى الجنوبية 1980.
شهادات تميز الفريق والتميز في الأداء من يوينغ أنظمة الصواريخ 1991.
ميداليات ناسا في رحلات الفضاء، وميداليات الخدمة الاستثنائية لوكالة ناسا 2001, 2002.
وسام القيادة المتميز لوكالة ناسا 2006.
قاعة مشاهير رواد الفضاء الأمريكية 2019.